# Södra Dryckesgränd
Södra Dryckesgränd är en gränd i Gamla stan i Stockholm som sträcker sig mellan Järntorgsgatan och Skeppsbron. Norr om gränden ligger kvarteret Cadmus och söder om gränden sträcker sig kvarteret Achilles med Räntmästarhuset.

## Historik

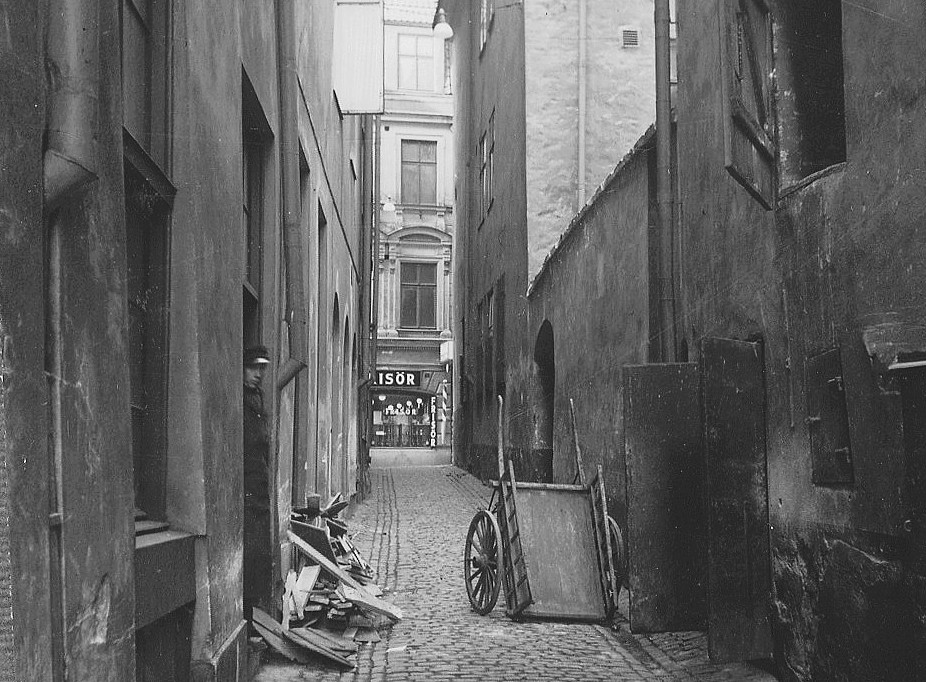
Södra Dryckesgränd västerut, 1939.

Sitt namn har gränden, liksom Norra Dryckesgränd, troligtvis fått av vinskänken Jochum Fryck vars namn skämtsamt förvrängts till "Dryck". Enligt somliga dokument ska hans namn dock ha varit "Frick". Under alla omständigheter omnämns han redan 1675 då ett av hans barn begravdes i Storkyrkan. Han själv avled 1714. Enligt Nils-Gustaf Stahre (Stockholms gatunamn) är dock anledning till grändens namn okänd.
Grändernas nuvarande namn finns ej dokumenterade från 1600-talet men återfinns på Petrus Tillaeus karta från 1733. På 1520-talet kallades Södra och Norra Dryckesgränd för södra respektive norra Cartusegrennen. I hörnet Södra Dryckesgränd / Skeppsbron (med ingång från Södra Dryckesgränd) har Larsson Korgmakare sin verkstad.